# Triancyra glabra
Triancyra glabra là một loài tò vò trong họ Ichneumonidae.